# Síndrome de Liddle

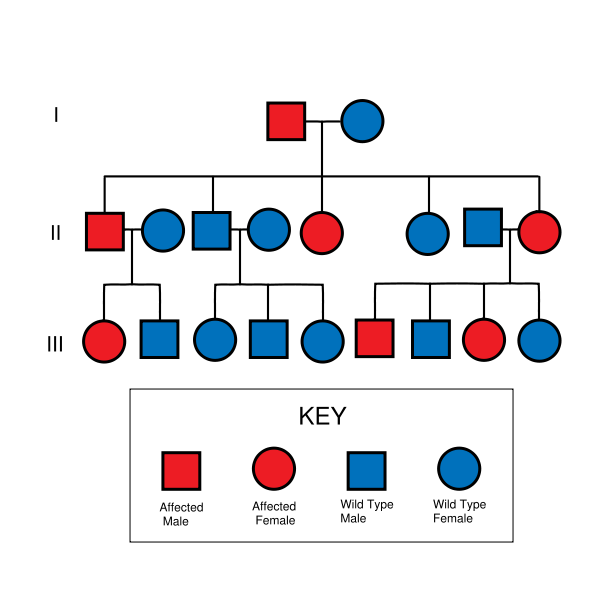
Diagrama hereditari (en anglès).

La síndrome de Liddle és un trastorn poc freqüent, o malaltia minoritària, causat per mutacions d'herència autosòmica dominant en les subunitats de la cadena epitelial de sodi (ENaC). Els pacients afectats presenten hipertensió, alcalosi metabòlica i hipocalèmia per pèrdua renal de potassi, baixos nivells d'aldosterona i supressió de l'activitat de la renina plasmàtica.